# Who put Bella in the Wych Elm?

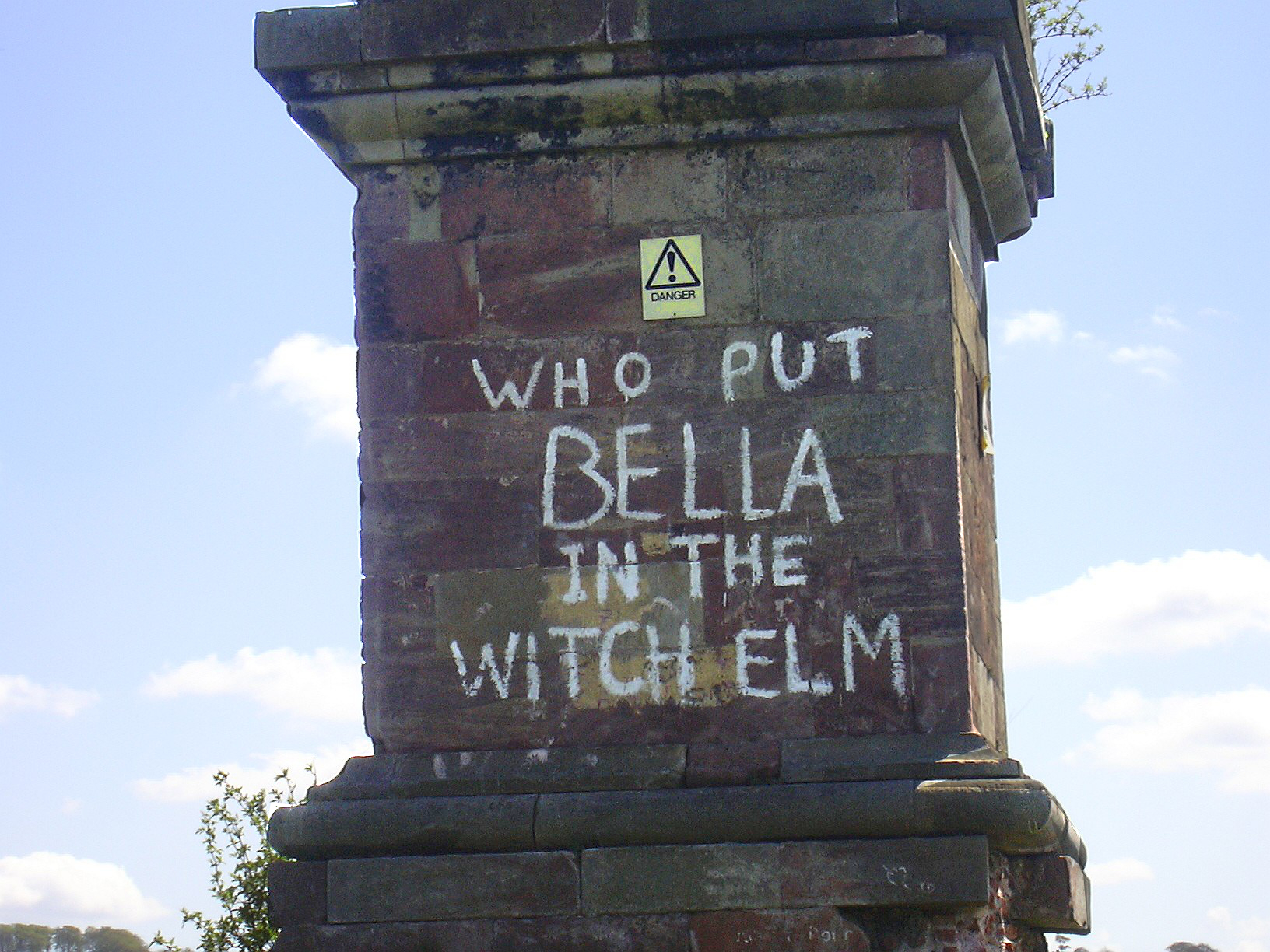
Modernes Graffiti am Whychbury-Obelisken in der Nähe des Fundorts, 2006

„Who put Bella in the Wych Elm?“ („Wer hat Bella in die Bergulme gesteckt?“) ist der Text von Graffiti, die sich auf einen ungeklärten Todesfall in England in den 1940er Jahren beziehen. Das erste erschien 1944 in Birmingham, nachdem 1943 einige Teenager die stark verweste Leiche einer Frau in einem hohlen Baum im Großraum Manchester entdeckt hatten.
Die Identität der Toten konnte damals nicht aufgeklärt werden; auch die Umstände ihres Ablebens im Sommer oder Herbst des Jahres 1941 blieben unbekannt. Die sterblichen Überreste der Frau sowie der Autopsiebericht sind mittlerweile verschollen.
Der Fall gab Anlass zu mehreren Medienberichten, Theaterstücken, Filmen sowie einem Musical und einer Oper.

## Entdeckung der Leiche

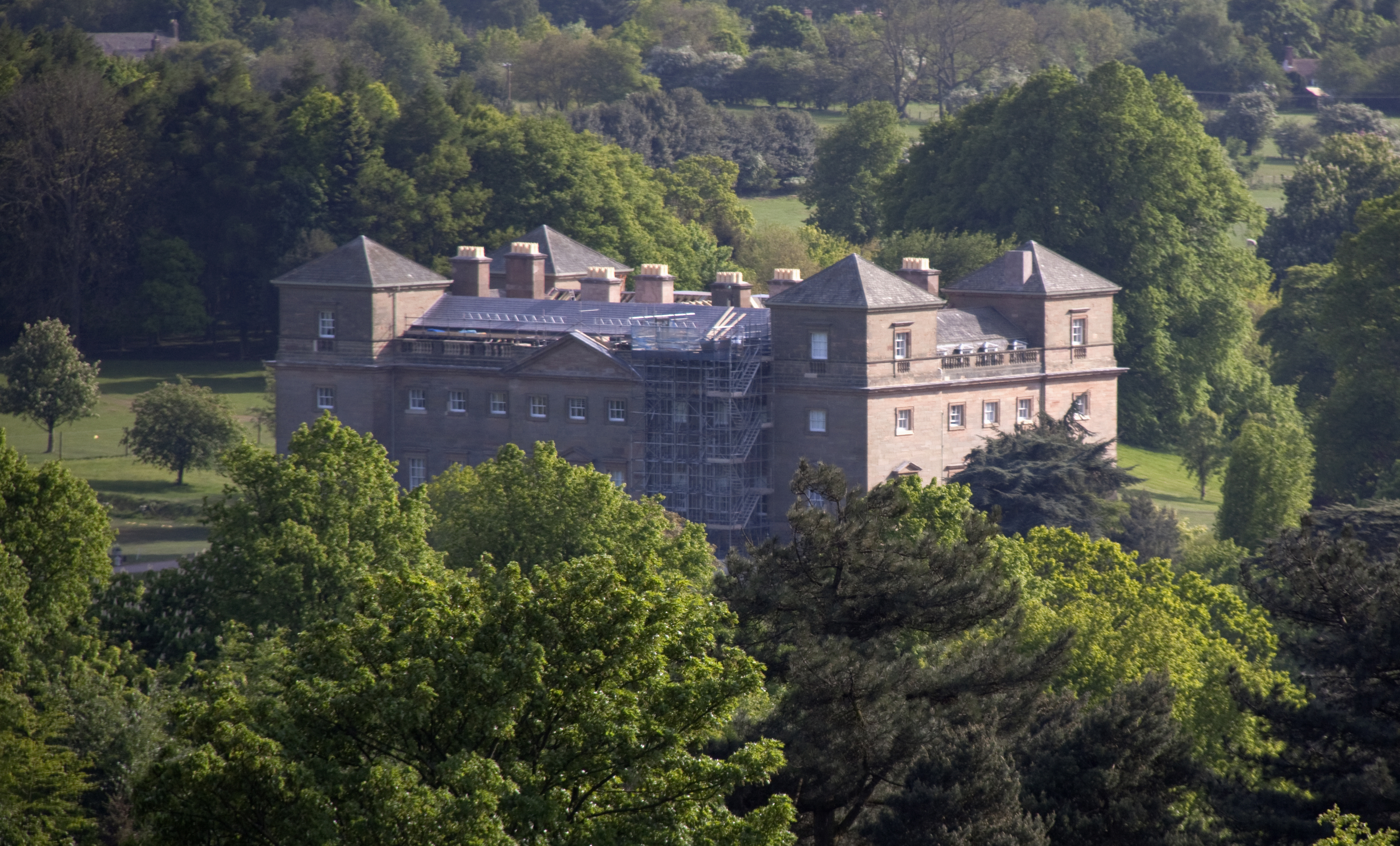
Hagley Hall im Jahr 2011

Am 18. April 1943 suchten vier Jungen namens Robert Hart, Thomas Willetts, Bob Farmer und Fred Payne im Wald von Hagley, der Teil des Hagley estate ist und Lord Cobham gehörte, nach Vogelnestern. In der Nähe von Whychbury Hill kamen sie an einer hohlen Bergulme vorbei. Die Suche nach Vogelnestern schien hier erfolgversprechend. Daher kletterte einer der Jungen auf den Baum und entdeckte beim Blick in den hohlen Stamm einen Schädel. Er glaubte zunächst den Schädel eines Tieres gefunden zu haben; doch bei näherer Betrachtung des am Schädel haftenden Haares und der Zähne wurde ihm klar, dass es sich um den Schädel eines Menschen handelte. Da sich die Kinder unerlaubterweise auf dem Anwesen befanden, ließen sie den Schädel an Ort und Stelle zurück und kehrten nach Hause zurück, ohne ihren Fund jemandem mitzuteilen. Zu Hause aber vertraute Thomas Willetts sich dann doch seinen Eltern an und berichtete ihnen von der Entdeckung.

## Untersuchung

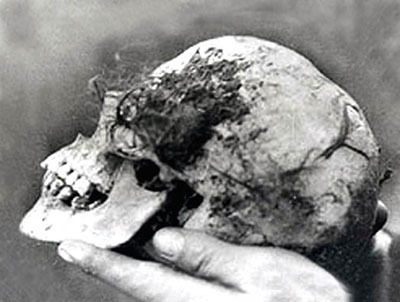
Der Schädel von „Wych Elm Bella“, nach dem Auffinden im Jahr 1943

Als die Polizei den Baumstamm untersuchte, fand sie ein fast vollständiges Skelett mit einem Schuh, einem goldenen Ehering und Teilen von Kleidern. Der Schädel, an dem noch einige Haarbüschel hafteten, war für die Untersuchung des Falles besonders wichtig. Er wies trotz einiger fehlender Zähne einen recht charakteristischen Zahnstatus auf. Nach weiteren Untersuchungen wurden Überreste einer Hand in einiger Entfernung vom Baum gefunden.
Forensische Untersuchungen des Pathologen James Webster vom Home Office in Birmingham ergaben, dass es sich um die Leiche einer relativ kleinen Frau im Alter von 35 bis 40 Jahren handelte, die seit mindestens 18 Monaten tot war, also im oder vor dem Oktober 1941 gestorben sein musste. Webster fand auch Taft im Mund der Frau, an dem sie möglicherweise erstickt war. Aus den Maßen des Baumstrunks schloss er, dass die Frau noch vor Eintritt der Totenstarre in den Hohlraum geschoben worden sein musste, möglicherweise sogar noch lebend.
Anhand der bei der Leiche gefundenen Gegenstände konnte die Polizei rekonstruieren, wie die Person zu Lebzeiten ausgesehen hatte. Aufgrund des Krieges gab es jedoch zu viele Vermisstenanzeigen, als dass ein Abgleich mit allen Unterlagen möglich gewesen wäre. Die Polizei glich die ihr vorliegenden Informationen mit Unterlagen zu Vermisstenfällen aus der Umgebung ab, fand jedoch keine Übereinstimmungen. Sie kontaktierte auch Zahnärzte aus der Gegend, da die Zahnbehandlungen, die die Frau erhalten hatte, sehr auffallend waren.
Etwa sechs Monate nach der Entdeckung der Leiche begannen in der Umgebung die Graffiti zu erscheinen, in denen das Opfer als „Bella“ bezeichnet wurde. Daraus konnte man schließen, dass jemand über die Identität der Frau Bescheid wusste. Die Polizei versuchte daraufhin, den Schreiber ausfindig zu machen, und konzentrierte sich auf Personen namens Bella. Aber auch diese Ansätze führten zu keinem Ergebnis.

## Erklärungsversuche im 20. Jahrhundert
Im Jahr 1945 schlug Margaret Murray, eine Anthropologin und Archäologin am University College London, eine Theorie vor: Es habe sich um Hexerei gehandelt, da das Abtrennen einer Hand mit dem Ritual der Totenhand bzw. „Hand of Glory“ konsistent sei. Das Opfer sei von Roma im Rahmen eines okkulten Rituals getötet worden. Diese Ideen führten zu ein paar aufgeregten Artikeln in der lokalen Presse und brachten die Ermittler dazu, einen anderen scheinbar rituellen Mord an einem Mann namens Charles Walton zu untersuchen. Walton war im nahegelegenen Lower Quinton umgekommen. Sein Körper war mit einer Heugabel durchbohrt worden.
Vor Murrays Erklärungsversuch allerdings hatte man die rund um den hohlen Baum verstreuten Handknochen darauf zurückgeführt, dass Tiere den Leichnam angefressen und Teile davon verschleppt hatten. Zu dieser Theorie kehrte man auch wieder zurück, nachdem 1953 die Vorstellung, es habe sich um einen Ritualmord gehandelt, von dem Gedanken, es könne ein Spionagefall hinter dem Leichenfund stecken, abgelöst worden war. Die vielen Munitionsfabriken in der Gegend und die heftigen Angriffe auf Birmingham während des „Birmingham Blitz“ machten diese Idee plausibel. Ein Kolumnist, der sich „Quaestor“ nannte und in Wirklichkeit Wilfred Byford-Jones hieß, ließ das Publikum wissen, eine Frau, die sich Anna nenne, habe sich im Geheimen mit Polizeikräften getroffen und erklärt, „Bella“ sei einem deutschen Spionagering zum Opfer gefallen, zu dem auch ein britischer Offizier, ein Holländer und „a musical hall artist“ gehört hätten. Das Opfer sei eine Niederländerin namens Clarabella Dronkers gewesen, die „zu viel gewusst“ habe. Diese Geschichte mit der Informantin Anna überschneidet sich zum Teil mit Berichten, eine Frau namens Una Mossop habe unter dem Decknamen Anna zu Protokoll gegeben, ihr Exmann Jack Mossop habe die Tote auf dem Gewissen: Er habe Familienmitgliedern gestanden, dass er und ein Niederländer namens van Ralt die Frau in den Baum gesteckt hätten. Mossop und van Ralt hätten sich im Pub The Lyttelton Arms in Hagley auf einen Drink getroffen. Später in der Nacht, so Mossop, sei die betrunkene Frau während einer Autofahrt ohnmächtig geworden. Die Männer hätten sie in einen hohlen Baum im Wald gesteckt und gehofft, sie werde am nächsten Morgen erwachen und mit dem Schrecken davonkommen. Jack Mossop wurde in eine psychiatrische Klinik in Stafford eingeliefert, weil er wiederholt Träume von einer Frau gehabt hatte, die ihn aus einem Baum anstarrte. Er starb in der Klinik, bevor die Leiche gefunden wurde. Die Wahrscheinlichkeit, dass der Leichenfund damit erklärt ist, wird allerdings als nicht sehr hoch eingeschätzt, da Una Mossop ihre Angaben erst zehn Jahre nach Jack Mossops Tod machte und die Berichte auch sehr widersprüchlich sind.
1968 befasste sich der Schriftsteller Donald McCormick mit dem Fall. In seinem Buch Murder by Witchcraft kombinierte er Murrays Ritualmord-Theorie mit dem jüngeren Erklärungsansatz, hier sei eine Spionin o. ä. beseitigt worden. Er behauptete, die unbekannte Frau im Baum sei sowohl eine Nazi-Spionin als auch eine Okkultistin gewesen, habe den Namen Clarabella getragen und sei unter dem Decknamen „Clara“ unterwegs gewesen. Sie habe der deutschen „Abwehr“ angehört, sei 1941 mit dem Fallschirm über den West Midlands abgesprungen und habe dann erfolglos versucht, mit den Deutschen Funkkontakt herzustellen. Danach sei sie verschwunden. Dabei berief er sich auf Abwehr-Dokumente, zu denen er Zugang erhalten habe.
Mindestens ein Teil der Graffiti, so behauptete McCormick, habe sich nicht auf eine „Bella“, sondern auf eine „Clarabella“ bezogen. Der Fall war damit allerdings immer noch nicht gelöst, beschäftigte aber auch in den nachfolgenden Jahrzehnten die Medien, einschließlich der Zeitung The Independent, die die Geschichte 1999 wieder aufgriff.

## Entwicklungen im 21. Jahrhundert

### Die Spionagetheorie

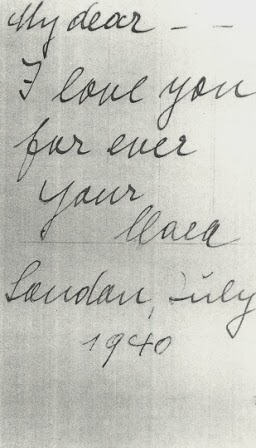
Die englischsprachige Widmung auf der Rückseite der Fotografie Klara Bäuerles, die Josef Jakobs bei seiner Landung in England bei sich trug

Die Untersuchung des Falls durch die Polizei von West Mercia wurde im Jahr 2014 abgeschlossen und die Akte wurde veröffentlicht.
Dabei stellten sich Parallelen zwischen McCormicks Behauptungen und einigen MI5-Unterlagen aus der Zeit des Zweiten Weltkrieges zum Fall Josef Jakobs heraus. Jakobs war der letzte Mensch, der im Tower of London hingerichtet wurde.
Der deutsche Abwehr-Agent sprang 1941 mit dem Fallschirm über Cambridgeshire ab, brach sich aber bei der Landung einen Knöchel und wurde kurz darauf von der British Home Guard festgenommen. Bei ihm wurde ein Foto gefunden, auf dem seine Geliebte, eine deutsche Kabarettsängerin und Schauspielerin namens Clara Bauerle, zu sehen sein sollte. Es handelte sich um Klara Bäuerle.
Bei der Vernehmung sagte Jakobs, dass sie als Spionin ausgebildet werde und dass sie, wenn er mit seiner Mission Erfolg gehabt und Kontakt aufgenommen hätte, möglicherweise ebenfalls nach England geschickt worden wäre. – Es gibt erstens keine Beweise dafür, dass Klara Bäuerle mit dem Fallschirm über England abgesetzt wurde, zweitens haben mehrere Zeugen ausgesagt, Bäuerle sei etwa 180 cm groß gewesen, während „Bella“ nur etwa 150 cm groß gewesen sein dürfte, drittens ist Klara Bäuerle am 16. Dezember 1942 nicht in England, sondern in Berlin gestorben. Das allerdings scheint den Personen, die sich mit dem Fall der Frauenleiche im Baum befasst haben, lange unbekannt geblieben zu sein.
Verwirrenderweise gab es überdies offenbar noch eine Deutsche ähnlichen Namens und ähnlichen Alters, auf deren Spur der Security Service während der Kriegszeit geriet. Diese zweite Klara Bäuerle, 1906 in Stuttgart geboren – während die Frau, deren Bild Jakobs bei sich getragen hatte, 1905 in Ulm geboren worden war – hatte sich in den frühen 1930er Jahren in England aufgehalten. In einem Zeitungsbericht von Allison Vale scheinen die beiden Klara Bäuerles miteinander verwechselt zu werden oder in eine Gestalt zusammenzufließen. Vale resümiert nämlich: “She was indeed a cabaret artist – in fact, she spent two years working the music halls of the West Midlands before the war and was said to speak English with a Birmingham accent. It isn’t difficult to see how the name Clara Bauerle might have been more easily remembered as ‘Clarabella’ by English music hall audiences.” Daraus habe dann später die Vermischung der Themen „Bella“, Spionage und „music hall“ bei der Polizei-Informantin „Anna“ resultiert. Bei Meirion J. Trow findet sich ebenfalls eine Vermischung der Daten. Dass aber die Ulmer Klara Bäuerle aufgrund ihrer Größe, ihres regelmäßigeren Gebisses und ihres Todes in Berlin nicht mit dem Leichnam im Baum zu identifizieren ist, sagt Trow explizit.
Da Vale nicht über den Tod der Sängerin Klara Bäuerle in Berlin informiert war, konnte sie sich Spekulationen hingeben: Das abrupte Ende der Karriere Bäuerles bzw. das Fehlen von Schallplatten- und Filmaufnahmen aus der Zeit nach Bäuerles Tod erklärte sie sich damit, dass die Sängerin tatsächlich mit dem Fallschirm über England abgesprungen sei, dann aber keinen Funkkontakt mit ihren Auftraggebern aufnehmen konnte und irgendwie verschwunden sei – womöglich in dem hohlen Baum in Hagley Woods. Mit ihrem Liebhaber hätte sie ohnehin nicht wieder zusammentreffen können, da dieser am 15. August 1941 hingerichtet wurde.

### Die fehlende Leiche
In ihrer abschließenden Bewertung stellte die Polizei fest, dass eine DNA-Untersuchung der Leiche zwar sinnvoll wäre, aber nicht durchgeführt werden könne, da man nicht wisse, wo „Bella“ bestattet worden sei. Offenbar waren die Überreste der toten Frau aber gar nicht beerdigt, sondern an einen Kollegen Websters an der Universität Birmingham weitergegeben worden. Bis in die späten 1960er oder die frühen 1970er Jahre befanden diese Materialien sich im „Black Museum“ des Tally-Ho!-Trainingszentrums der Birmingham City Police. Es ist unbekannt, wohin „Bellas“ Überreste und der Autopsiebericht danach gerieten. Im Mai 2023 startete die BBC im Zusammenhang mit einem BBC-Podcast zum Fall The Body in the Tree einen Aufruf an Museen, um die sterblichen Überreste des Opfers ausfindig zu machen.

### Andrew Sparkes Nachforschungen
In einer 2018 ausgestrahlten Folge der Fernsehserie Nazi Murder Mysteries wurde eine forensische Gesichtsrekonstruktion beschrieben, die vom „Face Lab“ der John-Moores-Universität in Liverpool anhand von Fotos des Schädels angefertigt worden war.

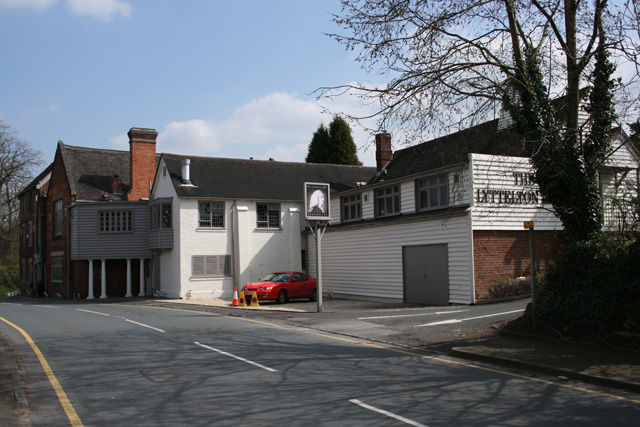
The Lyttelton Arms, Hagley

### Steve Punts Erklärungsversuche
In einer Sendung von Radio 4, die erstmals im August 2014 ausgestrahlt wurde, schlug Steve Punt mögliche Opfer vor. Eines davon war 1944 von einer Sexarbeiterin aus Birmingham bei der Polizei gemeldet worden. Sie hatte angegeben, dass eine andere Prostituierte namens Bella, die in der Hagley Road gearbeitet hatte, etwa drei Jahre zuvor verschwunden war. Die Person, die 1944 die Graffiti mit dem Namen „Bella“ oder „Luebella“ schrieb, glaubte also wahrscheinlich die Identität des Opfers zu kennen.

## Die Graffiti
Im Jahr 1944 tauchten Graffiti an der Upper Dean Street in Birmingham auf, die in Zusammenhang mit der Tat zu stehen schienen. Der Text lautete: „Who put Bella down the wych elm – Hagley Wood“. Es tauchten auch andere Botschaften in derselben Handschrift auf. Mindestens seit den 1970er Jahren erscheinen sporadisch ähnliche Graffiti auf dem Obelisken von Hagley in der Nähe des Fundortes der Frauenleiche. Der Text dieser Graffiti ist gegenüber den älteren leicht abgewandelt: „Who put Bella in the Witch Elm?“

## Rezeption

### Belletristik
- Andrew Sparke: Bella In The Wych Elm (= In Search Of. Band 2). APS Publications, Stourbridge 2018, ISBN 978-1-911310-03-7.
- Alex Merrill: Who Put Bella In The Wych Elm?: Band 1: The Crime scene Revisited. CreateSpace, 2018, ISBN 978-1-9842-8881-3
- Alex Merrill: Who Put Bella In The Wych Elm: Band 2: A Crime Shrouded In Mystery. APS Publications, 2019, ISBN 978-1-78996-062-4
- Caroline Wilkinson, Pete Merrill: Bella In The Wych-Elm: Bella’s Facial Reconstruction. APS Publications, 2020, ISBN 978-1-78996-149-2

### Musik
- Simon Holt: Who put Bella in the Wych-elm?. 2002, Kammeroper für Sopran, Bariton, Violine, Klavier und Kammerensemble

### Podcast
- The Body in the Tree. (8-teiliger Podcast, Streaming, je 20–25 Minuten) In: BBC Sounds. 17. April 2023 (englisch).